# Ikiwiki
ikiwiki je software typu wiki napsaný v Perlu a používající pro ukládání svých stránek externí verzovací systém, například Git nebo SVN. Vytvořil jej Joey Hess a jedná se o svobodný software pod licencí GNU GPL. Je vyvíjený především pro systémy unixového typu.
Jako svůj jazyk podporuje několik značkovacích jazyků, mj. Markdown, Creole, reStructuredText a Textile.
Je distribuován jako součást několika linuxových distribucí, mj. Debianu a Ubuntu.